# Мбумба I
Мбумба I Мутеба а Кат (*д/н — 1883) — 12-й мвата-ямво (імператор) держави Лунди в 1874—1883 роках.

## Життєпис
Син мвата-ямво Мутеби II. При народженні отримав ім'я Амбумба. Призначається батько санамою (на кшталт генерал-губернатора) області Тенга в долині річки Касаї. 1869 року підтримував дружні відносини з португальцями.
1873 року його батька було повалено небожем Мбалом II. Абумба виступив проти останнього, якого 1874 року переміг та повалив, ставши новим володарем під ім'ям Мбумба Мутеба а Кат.
Намагався зберегти володіння, в чому спирався на португальців з Анголи. Водночас мусив протистояти племенам чокве, які дедалі більше втручалися у справи лунди. Зрештою 1883 року Мбумбу I повалили, після чого почався швидкий занепад решти держави, яку 1885 року захопили чокве, а мвата-ямво перетворилися на номінальних правителів.